# Jasper
「Jasper」（ジャスパー）は、木村カエラのメジャー11枚目のシングルで、2008年2月6日にコロムビアミュージックエンタテインメントから発売された。

## 解説
- 初回限定盤は「No Reason Why」「Honey B〜みつばちダンス」のクリップ2曲収録されたDVDとの2枚組。初回限定盤と通常盤ではジャケットが異なる。
- タイトルには「人は誰でも輝ける宝石を持っている」という意味が込められている。
- 石野卓球とのコラボレーション、自身初のテクノ楽曲となっている。
- PVでは、テックトニックを取り入れたダンスを披露している。
- カップリング曲「Dive Into Shallow」は、「Snowdome」以来、2度目のBEAT CRUSADERSによる楽曲。
- 非売品として、リミックスバージョンがアナログ盤にて作成された。

## 批評
マーティ・フリードマンは、『Jasper』のストラクチャーが「Aメロ→Bメロ→サビ」という構成ではなく、「曲の全部がサビ」というつくりだとして、「テクノ風の味付けをしたポップソング」と評した。アレンジの面では、ボーカルの音量バランスに注目し、普通のJ-POPはボーカルが大きいが、この曲は少し低めに抑えており、この工夫のおかげで、木村カエラの可愛い歌詞の響きがバックの音楽の音と一体となって、曲全体のポップな爽快感が更に上がっていると評している。また、「メロディーや雰囲気は70年代前半のエルトン・ジョンを思い出した」と評している。

## 曲目
1. Jasper
  - 作詞：木村カエラ／作曲・編曲：石野卓球
  - 角川配給映画「マゴリアムおじさんの不思議なおもちゃ屋」日本語吹き替え版主題歌
  - テレビ神奈川「sakusaku」2008年2月度エンディングテーマ
2. Dive Into Shallow
  - 作詞：ヒダカトオル／作曲・編曲：BEAT CRUSADERS
3. Jasper（Instrumental）
4. Dive Into Shallow（Instrumental）

## 収録アルバム
- +1 (#1)
- 5years (#1)

## カバー
- 2009年、DUNCAN'S DIVAS（ダンカン・レッドモンズ）（アルバム『Up And At 'Em』に収録）